# Trichangium
Trichangium is een monotypisch geslacht van schimmels uit de orde Helotiales.  Het bevat alleen Trichangium vinosum.